# Estatua caliza de la Reina Ahmose-Meritamon
La estatua caliza de la Reina Ahomose-Meritamón es una escultura tallada en el Imperio Nuevo de Egipto, concretamente durante la Dinastía XVIII de Egipto.
Es del estilo del arte egipcio, está construido en piedra caliza y tiene una altura de 111 centímetros.

## Historia
La escultura fue hallada dividida en dos partes, en el año 1817, por el arqueólogo Giovanni Belzoni, durante unas excavaciones realizadas en Karnak, (al-Karnak,الكرنك, "ciudad fortificada", llamada en el Antiguo Egipto Ipet Sut, "el lugar más venerado"), una pequeña población de Egipto, situada en la ribera oriental del río Nilo, junto a Luxor. Era la zona de la antigua Tebas que albergaba el complejo religioso más importante del Antiguo Egipto.
La escultura representa a Ahmose-Meritamón, reina de la dinastía XVIII egipcia, hermana y Gran Esposa Real del segundo rey de esta dinastía, Amenhotep I y, por tanto, hija del faraón Ahmose y de la reina Ahmose-Nefertari. Parece ser que tenía algunas hermanas mayores, pero ninguna de ellas se casaría con su hermano debido a que murieron antes de que éste asumiera el trono y solamente se conserva la parte superior de la misma.

## Conservación
La figura se exhibe de forma permanente en el Museo Británico de Londres.